# Предельный ординал
Ординал {\displaystyle \alpha } называется предельным, если не существует ординала {\displaystyle \beta } такого, что {\displaystyle \alpha =\beta +1}.
Пусть {\displaystyle \alpha } — предельный ординал. Конфинальностью {\displaystyle \alpha } называется число {\displaystyle {\mbox{cf}}\,(\alpha )}, равное наименьшему {\displaystyle \beta }, для которого существует функция {\displaystyle f} из {\displaystyle \beta } в {\displaystyle \alpha } и {\displaystyle \sup f(\xi )=\alpha }. Кардинал {\displaystyle \aleph _{\alpha }} называется регулярным, если {\displaystyle {\mbox{cf}}\,(\omega _{\alpha })=\omega _{\alpha }}, сингулярным — если {\displaystyle {\mbox{cf}}\,(\omega _{\alpha })<\omega _{\alpha }}.